# John Stuart Blackie
John Stuart Blackie, né le 28 juillet 1809 à Glasgow et mort le 2 mars 1895 à Édimbourg, est un philologue et littérateur écossais.

## Biographie
John Stuart Blackie naît le 28 juillet 1809 à Charlotte Street à Glasgow. Il est le fils aîné d'Alexander Blackie (baptisé 1780 et mort en 1856), banquier, et d'Helen (1783-1819), fille de William Stodart de Hamilton et de son épouse.
Il étudie à Aberdeen et à Edimbourg. Ses études terminées, il fait un voyage sur le continent; il s'arrête à Berlin, où il apprend l'allemand et à Rome, où il apprend l'italien. Inscrit au barreau écossais en 1834, il publie la même année une traduction en vers du Faust de Goethe, avec notes et prolégomènes (2° éd.1880). Il devient dès lors un collaborateur assidu des Blakwood's et Tait's Magazines et de la Foreign Quarlerly Review, auxquels il envoie surtout des articles sur la littérature allemande. En 1841, il est appelé à la nouvelle chaire de littérature latine, créée au collège Marischal, à Aberdeen, qu'il occupe onze ans, se mêlant au mouvement en faveur des réformes universitaires en Ecosse, lequel aboutit, en 1853, à la nomination d'une commission parlementaire qui fait, en effet, adopter d'importantes modifications dans le système d'enseignement supérieur jusque-là pratiqué. Il collabore également, par quelques articles de philosophie, au Classical Museum, publié en 1850, et donne une traduction en vers d'Eschyle, qui lui vaut sa nomination à la chaire de littérature grecque de l'université d'Edimbourg. Cette traduction est suivie de : Essais sur la prononciation du grec, accent et quantité (1852); Discours sur la Beauté, suivi d'une exposition de la théorie du Beau, d'après Platon (1858); Poèmes, principalement sur la mythologie grecque (1859); Poèmes anglais et latins (1860). Au retour d'un voyage en Grèce qu'il fait en 1853, il publie également un discours en faveur de l'étude, trop dédaignée en effet, du grec moderne, ainsi que des articles sur la Grèce moderne, dans les Westminster et 'North-Bristish Reviews. Il est aussi l'auteur de l'article sur Platon dans les « Edimburgh essays » et de l'article sur Homère, dans l' « Encyclopædia Britannica ». Outre ces travaux littéraires, M. Blackie est un professeur et surtout un lecturer très actif, et se fait remarquer comme un avocat convaincu de la nationalité écossaise. Dans la discussion relative au bill de réforme de 1867, il se montre chaud partisan la Constitution anglaise contre ceux de la Démocratie américaine, et soutient son opinion par des discours et des brochures. Il se distingue également dans la campagne entreprise pour l'abolition du « Test Act », exigeant des professeurs des universités écossaises qu'ils appartiennent à l'Eglise établie, c'est-à-dire à la religion d'Etat. — Le professeur Blackie publie : en 1S66, Homère et l'Iliade, contenant une traduction de l'Iliade en vers; en 1869, Musa Burschicosa. En 1870, avec un véritable esprit d'à-propos qu'il faut reconnaître, M. Blackie fait paraître un volume de Chants de guerre des Allemands où déborde son amour pour l'Allemagne, qui ne peut être égalée que par sa haine pour la France, laquelle n'a d'autre tort envers M. Blackie, en somme, que de ne s'être point trouvée l'objet spécial de ses études et de lui être profondément inconnue par conséquent. Il publie encore en 1872 : Lays of the Highlands and Islands (Chants des montagnes et des îles).
M. Blackie fait, dans ces derniers temps, des conférences à l'Institution royale de Londres, où il combat les opinions de John Stuart Mill en philosophie morale,
celles de M. Grote sur les sophistes grecs et l'interprétation allégorique des anciens mythes, de Max Müller. II publie ses propres opinions sur la philosophie morale, en opposition avec celles de l'Ecole utilitaire, dans une brochure intitulée : Quatre phases de la morale (1874, 2° édition). Ses principaux articles philologiques sont réunis en un volume, sous ce titre : Horæ Hellenicæ (1874). La même année voit également paraître un petit volume de conseils pratiques aux jeunes gens, intitulé Self-Culture (Culture de soi-même) qui vaut mieux que beaucoup de ses ouvrages plus importants par le fond et par la forme, et qui eut six éditions en moins d'une année (1875), sans parler des éditions publiées en Amérique. Le professeur Blackie parcourt l'Ecosse, faisant des conférences dans le but de réunir les fonds nécessaires pour la création d'une chaire de gaélique à l'université d'Edimbourg. Il parvient ainsi à réunir pour cet objet une somme de 300 000 francs, en
quatre ans : et la chaire est créée. Ses derniers ouvrages sont : la Langue et la littérature des hautes terres d'Ecosse, avec des traductions poétiques de quelques-unes des pièces les plus populaires de la de poésie gaëlique (1875) ; les Sages de la Grèce, ou Esquisse de la philosophie grecque ancienne, etc. ; Histoire naturelle de l'Athéisme, défense du Théisme contre les tendances athéistes et agnostiques modernes (1817); un volume de Sermons laïques (1881); Altavona, ou Réalités et illusions de ma vie dans les Highlands (1882) ; L'éducation de soi-mÊme : conseils aux jeunes gens (1882) — M. Blackie résigne la chaire de grec à l'université d'Edimbourg en 1882.
Il meurt le 2 mars 1895 à Édimbourg.